# Ciclobutadieno
Ciclobutadieno é o menor [n]-anuleno ([4]-anuleno), um extremamente instável hidrocarboneto tendo um tempo de vida mais curto que cinco segundos no estado livre. Tem fórmula química C4H4 e uma estrutura retangular verificada por estudos de infra-vermelho.